# Leptoplax curvisetosa
Leptoplax curvisetosa is een keverslakkensoort uit de familie van de Acanthochitonidae. De wetenschappelijke naam van de soort is voor het eerst geldig gepubliceerd in 1960 door Leloup.